# NGC 3656
NGC 3656 (другие обозначения — UGC 6403, IRAS11208+5406, MCG 9-19-63, ARP 155, ZWG 268.29, VV 22, KCPG 282B, PGC 34989) — галактика в созвездии Большая Медведица.
Этот объект входит в число перечисленных в оригинальной редакции «Нового общего каталога».
В галактике вспыхнула сверхновая SN 1963K, её пиковая видимая звездная величина составила 15,0.
В галактике вспыхнула сверхновая SN 1973C , её пиковая видимая звездная величина составила 17,0.